# Josef Trnka
Josef Trnka (5. prosince 1904, Plzeň – 18. listopadu 1962, Praha) byl český geodet, profesor geodézie na Českém vysokém učení technickém v Praze. V letech 1952–1955 byl jeho rektorem.